# Суккуб
Сукку́б, сукку́бус (от лат. succuba — «любовница, наложница», от subcub(āre) — «лежать под» от sub- — под, ниже + cubāre — лежать, покоиться) — в средневековых легендах — демон похоти и разврата, посещающий ночью молодых мужчин и вызывающий у них сладострастные сны, персонаж низшей мифологии народов Европы. Как ни странно, но при описании суккубов средневековыми демонологами слово succuba использовалось крайне редко; для именования этого класса существ использовалось слово succubus, которое относится к мужскому роду, однако по факту существо не имеет конкретного пола и является бесполым. Вероятно, это связано с тем, что, согласно воззрению христианских демонологов, суккуб — дьявол в женском обличье. Часто описывается как молодая привлекательная женщина, однако при этом имеющая когтистые ступни и иногда перепончатые крылья.

## Развитие образа
Церковь видела в суккубах слуг дьявола или даже самого Сатану, принявшего женский облик. Поэтому можно обнаружить множество историй, в которых суккуб рисуется как безобразная ведьма или демоница, медленно выпивающая жизненные силы своих любовников-жертв, отчего их иногда неточно отождествляют с вампирами.
Тем не менее в ранних сообщениях суккуб предстаёт существом желанным, а не ужасным. Пожалуй, самой интересной из таких историй является легенда, поведанная Уолтером Мапесом в «De Nugis Curialium» (около 1185 года) о папе Сильвестре II (ок. 950 — 12 мая 1003). Согласно этой легенде, будущий папа однажды встретил девушку удивительной красоты по имени Меридиана, которая обещала молодому человеку богатство и помощь, если тот согласится быть с ней. Юноша согласился. Каждую ночь он проводил с таинственной любовницей, при этом его карьера пошла в гору: юноша стал архиепископом Реймса, кардиналом, архиепископом Равенны и, наконец, папой.
А. Н. Маслов описывает суккуба как «демона в женском образе», которые стараются уничтожить тело, чтобы овладеть духом человека.

## Параллели

### Духи природы
Некоторые демонологи видели в суккубах не кого иного, как духов природы. Так, в 1801 году в «Маг» Френсиса Барретта было сказано: «Когда лесные нимфы и фавны увидели, что красотой они превосходят других духов, они стали производить потомство и, наконец, начали вступать в брак с мужчинами, воображая, что с помощью подобных сношений они обретут бессмертную душу для себя и своих потомков».
В действительности, изучая различные мифы и фольклор, мы обнаружим, что истории о сексе человека с духами природы (вроде эльфов, нимф, сидов или фей) были довольно распространёнными. В дохристианскую эпоху род мог гордиться, если в его генеалогическом дереве числился какой-либо дух (обычно женщина) в качестве предка.

### Кошмар (Мара)
Не стоит полагать, что до христианства суккуб рассматривался исключительно как нечто желанное. Со времён греков известны, например, эфиальты, демоны-душители. Их западным эквивалентом является Мара, от имени которой, возможно, и происходит само слово кошмар (фр. cauchemar, англ. nightmare). Хотя не все исследователи согласны с тем, чтобы причислить этот род демонов к суккубам, однако и тех и других, очевидно, следует причислить к демонам сна.

## О природе суккубов
Исследователи разных эпох видели в суккубах самые разнообразные явления.
Для ранних демонологов суккубы были своего рода демонами сна, реальными существами нечеловеческого мира. В Средневековье их реальность не ставилась под сомнение, изменилась лишь интерпретация. Теперь это были или посланники дьявола, либо он сам в женском обличье. Позднее, когда будет замечено, что явление таких таинственных любовников часто происходит в особом «пограничном» состоянии сознания — между сном и бодрствованием, например, скептики отнесут суккубов к разного рода галлюцинациям и фантазиям сексуального характера, а оккультисты к проявлению влияния астрального света на человека.

### В психологии
В книге Карла Густава Юнга «Психологические типы» в главе «Номинализм и реализм» можно найти описание случаев явления Дьявола духовникам. Эти видения были истолкованы как попытка монахов бессознательно компенсировать односторонность их сознательной установки. По мнению Юнга, Дьявол, являющийся анахоретам, — это их внутренний голос, «взывающий из недр бессознательного, голос возмущения против насильственного подавления индивидуальной природы».